# ナショジオ ワイルド
ナショジオ ワイルド（英語: National Geographic Wild、通称表記：NAT GEO WILD）は、FOXインターナショナル・チャンネルズ → FOXネットワークス・グループ（ウォルト・ディズニー・テレビジョン）が運営していた大自然・野生動物ドキュメンタリー番組の専門チャンネルである。

## 歴史

2018年までのロゴ

- 2011年10月1日 - スカパー!プレミアムサービス・スカパー!プレミアムサービス光と、一部のケーブルテレビ局、ひかりTVで放送を開始。[4]
  - ハイビジョン放送のチャンネル名称は、「ナショジオ ワイルド HD」
- 2013年
  - 3月31日 - ひかりTVでの放送を終了。
  - 6月30日 - スカパー!プレミアムサービス光の標準画質放送を終了し、ハイビジョン放送に完全移行した。
- 2014年5月31日 - スカパー!プレミアムサービスの標準画質放送を終了し、ハイビジョン放送に完全移行した。
- 2016年12月1日 - スカパー!プレミアムサービスの衛星一般放送事業者がスカパー・ブロードキャスティングからスカパー・エンターテイメントに変更。
- 2018年10月1日 - 日本デジタル配信・ジャパンケーブルキャストでも放送開始し、一部のケーブルテレビ局にて配信開始した。
- 2021年1月31日 - 本チャンネルの放送を終了した[5]。

## 放送していたチャンネル
- スカパー!プレミアムサービス・スカパー!プレミアムサービス光 - Ch.673
  - スカパー!プレミアムサービスの衛星一般放送事業者は、スカパー・エンターテイメント
- スカパー!プレミアムサービス（標準画質）Ch.283
  - 2014年5月31日に放送終了。
- スカパー!プレミアムサービス光（標準画質）Ch.283
  - 2013年6月30日に放送終了。
- ケーブルテレビ局
  - eo光テレビ - 大阪府・奈良県・兵庫県など近畿広域圏エリア
  - 日本デジタル配信・ジャパンケーブルキャスト - 全国各地（地域によっては異なる）
- dTVチャンネル
  - NTTドコモのネット配信サービス
- ひかりTV
  - 2011年10月1日に放送開始し、2013年3月31日に放送終了。
- Amazon PrimeVideoチャンネル
  - 2020年1月20日に新規契約停止、2月20日に配信終了。

## 主な番組
- ワイルド・ファミリー
- ワイルド・ネイチャー
- ミステリアス・ワイルド
- ワイルド・プレミア
- デンジャラス・ワイルド
- ワイルド傑作アワー
- ビッグ・キャット スペシャル
- 世界の大自然 スペシャル
- ミステリー アワー
- キュート・アワー
- ドッグ アワーなど

## その他
- スカパー!（東経110度CS放送）では、放送されなかった。[6]